# 蕭鼓聲中
「蕭鼓聲中」是香港網絡電台MyRadio/香港人網的一個已完結的節目，其前身為香港人民廣播電台節目「風蕭蕭」，由資深傳媒人蕭若元與長毛梁國雄、梁錦祥、靳民知等擔任主持，是網絡電台最受歡迎的節目之一。內容天南地北，月旦時政、談文學、論經濟、講民生。
「蕭鼓聲中」現已改名為「蕭遙遊」。

## 外部連結
- MyRadio/香港人網  （页面存档备份，存于）